# Nazis at the Center of the Earth
Nazis at the Center of the Earth is een Amerikaanse film van The Asylum met Dominique Swain, geproduceerd door David Michael Latt.
De film is op 24 april 2012 uitgebracht als direct-naar-video. De film werd opgenomen in de productiestudio's van The Asylum in Los Angeles.

## Verhaal
Een groepje onderzoekers wordt op Antarctica ontvoerd door een groep gemaskerde soldaten. Ze worden meegenomen naar een geheim ondergronds continent in het midden van de Aarde. Hier zijn verschillende opgelapte nazi's die nog in leven zijn, de wederopstanding van het Derde Rijk aan het voorbereiden.

## Achtergrond
De film is gebaseerd op complottheorieen en legendes over nazi's die ergens in het binnenste van de Aarde verblijven en de oprichting van het Derde Rijk voorbereiden.

## Rolverdeling
| Acteur                   | Personage          |
| ------------------------ | ------------------ |
| Dominique Swain          | Paige Morgan       |
| Jake Busey               | Adrian Reistad     |
| Lilan Bowden             | May Yun            |
| Trevor Kuhn              | Brian Moak         |
| Christopher Karl Johnson | Josef Mengele      |
| Marlene Okner            | Silje Lagesen      |
| Andre Tenerelli          | Aaron Blechman     |
| Max Bird-Ridnell         | Nazi bevelhebber   |
| Adam Burch               | Mark Maynard       |
| Maria Pallas             | Angela Magliarossa |
| James Maxwell Young      | Adolf Hitler       |
| Samuel Fisher            | Nazi piloot        |
| Josh Allen               | Lucas Moss         |
| Maria Pallas             | Angela             |
| Sean Patrick Watkins     | Nazi               |
| Luke Wdowicz             | Nazi               |